# Little Dragon
Little Dragon es un grupo de música electrónica y nu jazz  de Suecia. Está integrado por la cantante sueco-japonesa Yukimi Nagano (también percusiones), Erik Bodin (percusiones), Fredrik Källgren Wallin (bajo) y Håkan Wirenstrand (teclados).

## Miembros
- Yukimi Nagano – voces, percusiones
- Fredrik Källgren Wallin – bajo eléctrico
- Håkan Wirenstrand – teclado
- Erik Bodin – batería

## Discografía

### Álbumes
- Little Dragon (2007)
- Machine Dreams (2009)
- Ritual Union (2011)
- Nabuma Rubberband (2014)
- Season High (2017)
- New me, same us (2020)
- Slugs Of Love (2023)